# Una noche en el Teatro Real
Una noche en el Teatro Real es el tercer álbum en vivo del cantante español David Bisbal. Fue puesto a la venta el 5 de diciembre de 2011 en un pack de 2 CD más 1 DVD, grabados en directo durante uno de sus conciertos realizados en su "Gira Acústica", concretamente, en el Teatro Real de Madrid el 1 de noviembre de 2011. 
Ambos CD, contienen canciones en directo del concierto. El DVD, incluye el video de dicho concierto, el "making of" de este trabajo discográfico, una galería de fotos, así como reportajes sobre su "Gira Acústica", y un especial de TVE, en conmemoración a los 10 años de carrera musical del artista.
En 2012, fue galardonado con un "Grammy Latino" al "Mejor Álbum Vocal Pop Tradicional".
Se convirtió en el DVD más vendido en 2011, superando en ventas por primera vez en la historia al n.º 1 de la lista de álbumes con el estatus de "triple disco de platino".

## Discos
CD 1
| N.º | Título                  | Escritor(es)                                                           | Duración |  |
| 1.  | «Intro: Amar»           | Juan Sánchez                                                           | 1:33     |  |
| 2.  | «Almería, tierra noble» | Antonio Ruiz de Padilla                                                | 3:50     |  |
| 3.  | «El ruido»              | Vega                                                                   | 4:21     |  |
| 4.  | «Te quiero dijiste»     | María Grever                                                           | 4:32     |  |
| 5.  | «Lloraré las penas»     | José Miguel Velásquez / Rayito                                         | 6:12     |  |
| 6.  | «Esta ausencia»         | Kike Santander                                                         | 5:53     |  |
| 7.  | «Me derrumbo»           | Jess Cates / Aaron Benward (Adaptación: David Bisbal / Felipe Pedroso) | 4:03     |  |
| 8.  | «En un rincón del alma» | Alberto Cortez                                                         | 3:45     |  |
| 9.  | «Doy la vida»           | Miguel Linde                                                           | 4:02     |  |
| 10. | «Sombra y luz»          | Alejandro Sanz / Lulo Pérez                                            | 3:20     |  |
| 11. | «¿Cómo olvidar?»        | José Miguel Velásquez / Rayito                                         | 4:56     |  |
| 12. | «Besos de tu boca»      | David Bisbal / Amaury Gutiérrez                                        | 3:54     |  |

CD 2 
| N.º | Título                 | Escritor(es)                         | Duración |  |
| 1.  | «Intro»                | David Palau                          | 1:56     |  |
| 2.  | «Ave María»            | Kike Santander / Gustavo Santander   | 4:03     |  |
| 3.  | «Adoro»                | Armando Manzanero                    | 4:35     |  |
| 4.  | «Lucía»                | Joan Manuel Serrat                   | 4:38     |  |
| 5.  | «Dígale»               | Gustavo Santander / Christian Leuzzi | 5:40     |  |
| 6.  | «Luna»                 | Juan Pacheco Fernández               | 3:55     |  |
| 7.  | «Al-Ándalus»           | David Bisbal / Rayito / Rafa Vergara | 4:22     |  |
| 8.  | «Quién me iba a decir» | Kike Santander                       | 3:55     |  |
| 9.  | «Sin mirar atrás»      | Claudio Lozano                       | 4:32     |  |
| 10. | «Silencio»             | Kike Santander                       | 4:58     |  |
| 11. | «Y, ¿si fuera ella?»   | Alejandro Sanz                       | 4:04     |  |
| 12. | «Mi princesa»          | David Bisbal / Amaury Gutiérrez      | 4:43     |  |
| 13. | «Esclavo de sus besos» | José Abraham / Juanma Leal           | 6:03     |  |

### iTunes
| N.º | Título                                                                      | Escritor(es)                                  | Duración |  |
| 14. | «Herederos (Versión acústica - Concierto Gran Rex de Buenos Aires en 2011)» | David Bisbal / Sebastián Bazán / Karen Oliver | 3:40     |  |

- "Como la primera vez" (Versión acústica - Una noche en el Teatro Real) (Kike Santander / David Bisbal) --> Canción que estuvo temporalmente en iTunes y que fue considerada la pista 14 del CD2.

DVD 
- Concierto: Una noche en el Teatro Real
- Así se hizo: Gira internacional
- Así se hizo: Gira española
- Así se hizo: Una noche en el Teatro Real
- Galería de fotos
- 10 años con TVE